# Штуоце
Штуоце је насеље у општини Зубин Поток на Косову и Метохији.

## Географија
Атар насеља се налази на територији катастарске општине Вељи Брег. Положај насеља је на изласку реке Ибар из акумулационог језера Газиводе, испод саме бране, на месту где ибар прави окуку између Штучке Косе (821 м) као крајњег јужног обронка Рогозне и Бранковог Брда (935 м) као крајњег северног обронка Мокре Горе.

## Историја
У насељу се 16. јуна 2012. десио сукоб између Срба и Кфора у коме су рањена два Србина.

## Саобраћај
Насеље се налази на магистралном путу Косовска Митровица — Рибариће.

## Демографија
Насеље има српску етничку већину.
Број становника на пописима:
- попис становништва 1948. године: 25
- попис становништва 1953. године: 23
- попис становништва 1961. године: 22
- попис становништва 1971. године: 18
- попис становништва 1981. године: 31
- попис становништва 1991. године: 18